# Walter Wager
Pour les articles homonymes, voir Wager.
Walter Wager, né le 4 septembre 1924 dans le Bronx à New York et mort le 11 juillet 2004 à Manhattan, est un écrivain américain. Il utilise également les pseudonymes de John Tiger et Walter Hermann.

## Biographie
Fils d'un médecin et d’une infirmière qui avait fui la Russie tsariste, il fait des études dans les universités de Columbia, Harvard et Northwestern, où il obtient en 1948 une maîtrise en droit aérien international. Puis il étudie en France à La Sorbonne. Sa carrière professionnelle débute comme assistant du directeur de l’aviation civile en Israël. En 1952, il revient aux États-Unis et devient scénariste et producteur de films documentaires pour les réseaux de télévision CBS et NBC et pour la United States Information Agency.
En 1954, sous le pseudonyme de John Tiger, il publie son premier roman Death Hits the Jackpot. Il utilisera ce pseudonyme pour signer des novélisations de séries télévisées comme Mission impossible  ou Les Espions. En 1956, il change de pseudonyme avec Walter Hermann pour son deuxième roman Operation Intrigue.
Il signe de son nom les deux romans suivants, Viper Three en 1971, roman de politique-fiction et Telefon en 1973, roman d'espionnage sur des agents soviétiques dormants installés aux États-Unis. Ces deux romans seront adaptés au cinéma respectivement par Robert Aldrich et Don Siegel.
En 1976, sous le pseudonyme de King Kong, il publie My Side, une farce racontant les mémoires du célèbre singe.
Il aborde le roman policier en 1979 avec Blue Leader dans lequel il crée le personnage de Alison B. Gordon, une ancienne agent de la CIA reconvertie détective privé à Beverly Hills.  On la retrouve dans deux autres romans, Blue Moon et Blue Murder.
En 1985, Otto’s Boy raconte l'histoire d’un fils d'un nazi fusillé pour crimes de guerre qui veut venger son père. Il s'engage dans l’armée, vole des containers de gaz neurotrope et piège une rame de métro à New York. Claude Mesplède analyse ce roman comme un « roman, hautement symbolique dans le choix des protagonistes, est une réussite totale ».
Tout en menant sa carrière littéraire, il est de 1963 à 1996, rédacteur en chef de Playbill et, de 1966 à 1978, du magazine de American Society of Composers, Authors and Publishers. Il est membre du membre du conseil d'administration de la Mystery Writers of America, et son secrétaire à partir de 2001. Il meurt d'un cancer en 2004.

## Œuvre

### Romans signés John Tiger
- Death Hits the Jackpot, 1954
- I Spy, 1965
  - Smash !, Série noire no 1117, 1967
- I Spy : Superkill, 1967, novélisation
- I Spy : Wipeout, 1967, novélisation
- I Spy : Countertrap, 1967, novélisation
- I Spy : Doomdate, 1967, novélisation
- Mission Impossible, 1967, novélisation
- I Spy : Death-Twist, 1968, novélisation
- Mission Impossible : Code Name Little Ivan, 1969, novélisation

### Roman signé Walter Hermann
- Operation Intrigue, 1956

### Roman signé King Kong
- My Side, 1976

### Romans signés Walter Wager
- Sledgehammer, (1970
- Warhead, 1971
- Viper Three, 1971
  - Vipère 3, Belfond, 1977, réédition Le Livre de poche no 7433, 1980
- Telefon, 1975
  - Le Code, Belfond, 1977, réédition Marabout no 726, 1980
- Time of Reckoning, 1977
- Blue Leader, 1979
- Blue Moon, 1980
- Blue Murder, 1981
  - La Sauterelle et le Dirigeable, Série noire no 1882, 1982
- Designated Hitter, 1982
- Otto’s Boy, 1985
  - Tout New York en otage, Série noire no 2071, 1986
- The Assassin, 1985
- Raw Deal, 1986 (novélisation de Le Contrat)
- 58 Minutes (en), 1990
- The Spirit Team, 1996
- Tunnel, 2001
- Kelly's People, 2002

### Roman signé Lee Davis Willoughby
- The Caribbeans, 1983

## Filmographie
- 1976 : L'Ultimatum des trois mercenaires, adaptation de Viper Three, réalisé par Robert Aldrich
- 1977 : Un espion de trop, adaptation de Telefon, réalisé par Don Siegel
- 1990 : 58 minutes pour vivre, deuxième film de la série Die Hard, adapté de 58 minutes, réalisé par Renny Harlin

## Sources
- Claude Mesplède (dir.), Dictionnaire des littératures policières, vol. 2 : J - Z, Nantes, Joseph K, coll. « Temps noir », 2007, 1086 p. (ISBN 978-2-910686-45-1, OCLC 315873361), p. 980-981.
- Claude Mesplède, Les années "Série noire" : bibliographie critique d'une collection policière, vol. 3 : 1966-1972, Amiens, Editions Encrage, coll. « Travaux » (no 22), 1994, 4 p. (ISBN 978-2-906389-53-3).
- Claude Mesplède, Les années "Série noire" : bibliographie critique d'une collection policière, vol. 5 : 1982-1995, Amiens, Editions Encrage, coll. « Travaux » (no 36), 2000.